# رولاند نيلسون
رولاند نيلسون (بالسويدية: Roland Nilsson)‏ (مواليد 27 نوفمبر 1963) هو لاعب كرة قدم. يلعب مع منتخب السويد لكرة القدم. سبق له أن لعب في كأس العالم لكرة القدم مع منتخب بلاده.

## روابط خارجية
- رولاند نيلسون على موقع اتحاد السويد (السويدية)
- رولاند نيلسون على موقع قاعدة بيانات كرة القدم.إي يو (الإنجليزية)
- رولاند نيلسون على موقع ناشيونال فوتبول تيمز (الإنجليزية)
- رولاند نيلسون على موقع Soccerbase.com (لاعب) (الإنجليزية)
- رولاند نيلسون على موقع Soccerway.com (الإنجليزية)
- رولاند نيلسون على موقع عالم كرة القدم.نت (الإنجليزية)
- رولاند نيلسون على موقع أوليمبيديا (الإنجليزية)
- رولاند نيلسون على موقع اللجنة الأولمبية السويدية (السويدية)